# آغ‌بلاغ (تووز)
آغ‌بلاغ (به لاتین: Ağbulaq) یک منطقه مسکونی در جمهوری آذربایجان است که در شهرستان تووز واقع شده است. آغ‌بلاغ ۲۶۶ نفر جمعیت دارد.